# سریر اسقف

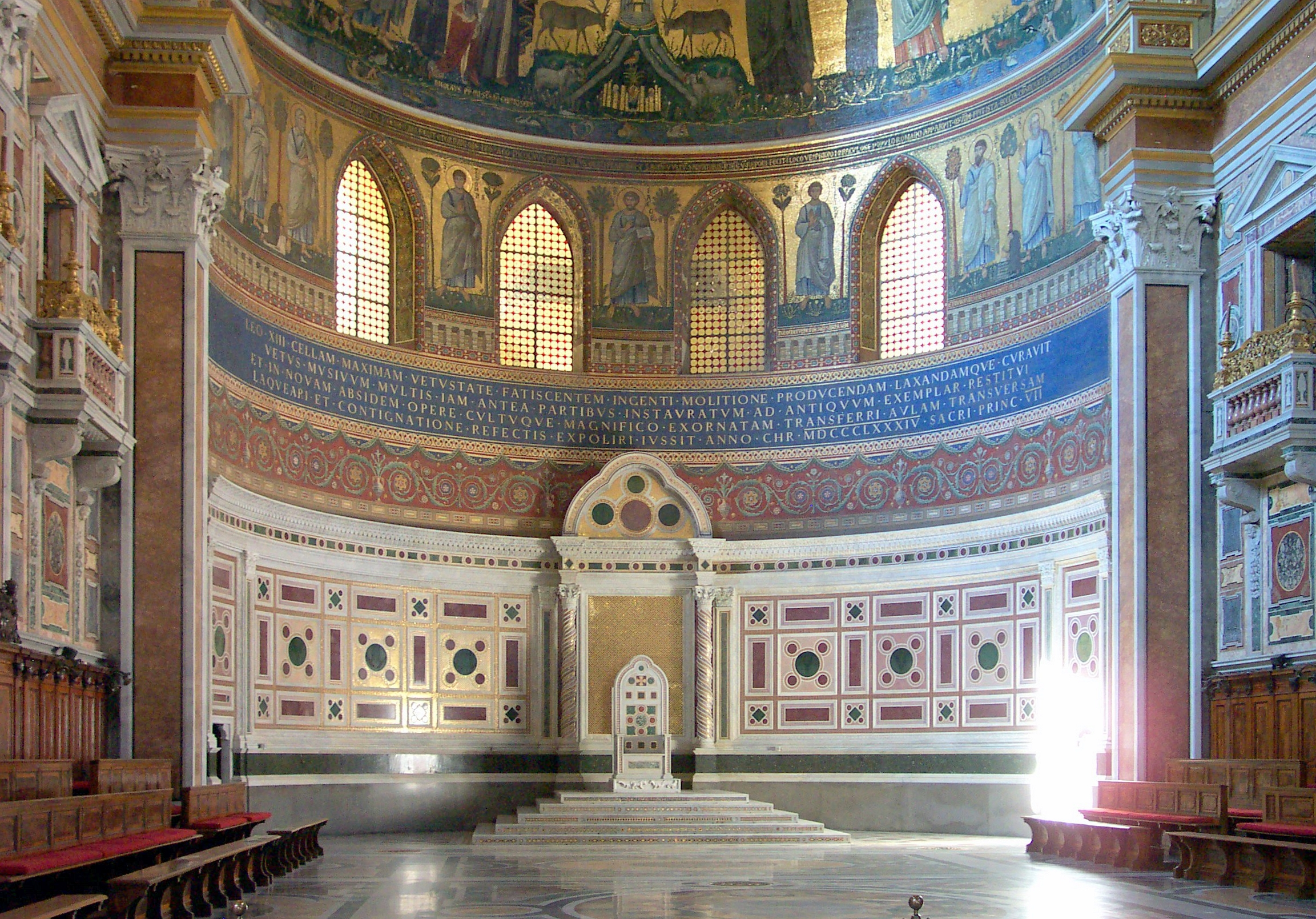
سریر اسقف رم در باسیلیکای سنت جان لاتران.

سَریر اسقف (انگلیسی: Episcopal see) به معنی مقر استقرار یک اسقف و حوزه حکمرانی دینی کلیسای اوست. سریر اسقف می‌تواند در کاربردهای خود با اصطلاح اسقف‌نشین مترادف باشد یا از آن معنایی اندکی متفاوت دریافت شود، ازجمله خود کلیسا و نشستنگاه اسقف.
سریر اصلی اسقف اعظم کلیسای کاتولیک در شهر رم است که اسقف اعظم آن به پاپ شهرت دارد. این سریر اصلی را اصطلاحاً سریر مقدس می‌نامند که عالی‌ترین اسقف‌نشین کلیسای کاتولیک و حکومت مرکزی کلیساهای کاتولیک دنیا به‌شمار می‌رود.